# Sphecodes insularis
Sphecodes insularis là một loài Hymenoptera trong họ Halictidae. Loài này được Smith mô tả khoa học năm 1858.